# Asinduma olivana
Asinduma olivana är en fjärilsart som beskrevs av Swinhoe 1896. Asinduma olivana ingår i släktet Asinduma och familjen trågspinnare. Inga underarter finns listade i Catalogue of Life.